# Superficie agricola utilizzata
La superficie agricola utilizzata, comunemente abbreviata in SAU, è la somma delle superfici aziendali destinate alla produzione agricola. Può essere espressa in valore assoluto (in genere in ettari) oppure in percentuale, ad esempio confrontandola con la superficie totale aziendale oppure con quella di una data porzione di territorio.

## Definizione
La SAU comprende le superfici sulle quali sono presenti seminativi, coltivazioni legnose agrarie, castagneti da frutto, prati permanenti, terreni destinati al pascolo e vivai. Sono escluse le superfici sotterranee dedicate alla fungicoltura.
Non rientrano nella SAU ma nella superficie agricola non utilizzata quei terreni che sono temporaneamente inutilizzati ma sui quali la coltivazione potrebbe facilmente riprendere con pratiche agricole ordinarie (escludendo quindi il disboscamento o lo scasso di terreni incolti). La somma della SAU e della superficie agricola non utilizzata fornisce la superficie agricola totale (abbreviata in SAT).
- {\displaystyle {\mbox{SAT}}={\mbox{SAU}}+{\mbox{superficie agricola non utilizzata}}}

Non fanno evidentemente parte della SAU (né della SAT) le aree occupate da fabbricati (es. abitazione, depositi, ricoveri per animali...) né quelle destinate a bosco o ad arboricoltura da legno, anche se in proprietà o in uso dell'azienda agricola.
Nella terminologia ufficiale della Confederazione Elvetica viene denominata superficie agricola utile la superficie dipendente da un'azienda, utilizzata per la produzione vegetale, esclusa la superficie d'estivazione (art. 24) che è a disposizione del gestore tutto l'anno. Non viene però specificato se di essa facciano parte o meno i terreni lasciati temporaneamente incolti.

## Utilizzi

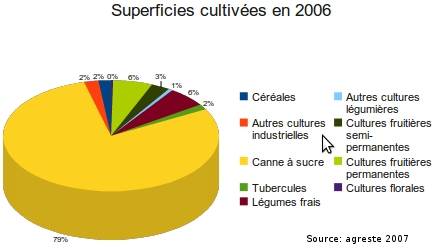
Esempio di grafico con la ripartizione della SAU (isola della Réunion, anno 2006)

La SAU è uno dei dati più importanti tra quelli rilevati dalle statistiche agricole sia a livello aziendale sia per l'analisi di territori più o meno vasti. Essa è infatti in grado di fornire una descrizione del territorio effettivamente destinato ad attività agricole produttive.
Può facilmente essere utilizzata per comporre serie storiche che rappresentano in modo sintetico l'evoluzione del grado di utilizzo del territorio di riferimento nel corso del tempo.
La sua incidenza sulla superficie totale di un territorio, ad esempio quella di un dato comune, rappresenta un indicatore dell'importanza che l'agricoltura ha nel territorio analizzato. L'evoluzione nel tempo del rapporto tra SAU e superficie comunale dà invece un'idea del modo nel quale il territorio si trasforma. Ad esempio dalle serie storiche delle aree di montagna piemontesi emerge nella seconda metà del XX secolo una notevole riduzione dell'incidenza della SAU, a sua volta indice del calo demografico e di un diffuso abbandono dell'agricoltura nelle zone montane avvenuto in quel lasso di tempo.

## SAU a livello planetario
Rapportata al totale della superficie delle terre emerse (circa 15 miliardi di ettari), la SAU rappresenta circa un terzo del totale, ovvero pressappoco 5 miliardi di ettari, ovvero:
- 3,4 miliardi di ettari destinati a pascolo (compresi gli alpeggi);
- 1,4 miliardi di ettari di terre arabili;
- 140 milioni di ettari di coltivazioni permanenti (frutteti, palmizi, vigneti, coltivazioni di tè o di caffè).

Malgrado il dissodamento e la messa a coltura di vaste aree forestali in Brasile, in Africa e in Indonesia (tra i 12 e i 13 milioni di ha all'anno), la superficie delle terre arabili resta pressoché costante a partire dagli anni Settanta del Novecento a causa delle perdite che avvengono per salinizzazione delle aree irrigate, impoverimento e perdita di suolo agrario e l'avanzare dell'urbanizzazione.